# Timsor
Timsor (Лази) település Ukrajnában, a Munkácsi járásban.

## Fekvése
Volóctól északra, Felsőverecke északkeleti szomszédjában fekvő zsákfalu.

## Története
Timsor nevét 1600-ban említette először oklevél Timsor néven.
1630-ban Tymfor, 1645-ben Tymsor néven írták.
A falut román eredetűnek és kenézi telepítésűnek tartják.
1910-ben 515 lakosa volt, melyből 4 magyar, 48 német, 463 ruszin volt. Ebből 467 görögkatolikus, 48 izraelita volt.